# Joris Ivens
Joris Ivens, nizozemski filmski režiser, * 1898 † 1989.
Ivens je najbolj poznan po dokumentarnih filmih o družbenih razmerah v različnih državah, mdr. je snemal v republikanski Španiji v 30. letih 20.stol. 

## Filmografija
- Dež
- Most
- Pesem junakov
- Senca je srečala Pariz
- Prva leta
- 400 milijonov
- Indonezija kliče